# Ilias Haddad
Pour les articles homonymes, voir Haddad.
Ilias Haddad, né le 1er mars 1989 à Dordrecht aux Pays-Bas, est un footballeur néerlando-marocain. Il évolue au poste de défenseur central à l'Union de Touarga.

## Biographie

### Carrière en club

#### Formation aux Pays-Bas et passage à l'étranger
Ilias Haddad naît aux Pays-Bas dans une famille marocaine. Il grandit à Dordrecht et se lance dans une carrière footballistique dans le club amateur du VV Merwestijn. Très vite perçu par les scouts comme étant une pépite du football néerlandais, il est recruté en 1999, à l'âge de 10 ans au Feyenoord Rotterdam. Il évoluera pendant 6 saisons dans le club rotterdamois avant de se voir transféré dans le deuxième club de la ville, l'Excelsior Rotterdam à l'âge de 16 ans. En 2007, il est prêté à l'AZ Alkmaar pour la durée d'une saison. Après avoir fait de bonne image sur soi, le club d'Alkmaar décidera de recruter le joueur binational pour une durée de 3 saisons. 
Âgé de 20 ans et évoluant avec les -21 ans de l'AZ Alkmaar, le joueur se précipitera pour faire ses débuts professionnels en Eredivisie. Après une altercation avec son entraîneur en 2009, le joueur sera mis de côté par le club jusqu'à que le SC Telstar se présente pour enrôler le jeune joueur. Après plusieurs problèmes concernant le transfert du joueur vers le SC Telstar, les dirigeants du club de l'Alkmaar décideront de prêter le joueur pour la durée de deux saisons. 
Il fait ses débuts professionnels en 2009, en deuxième division néerlandaise, défendant les couleurs du SC Telstar. Lors de la première saison, il joue en tant que doublure.
Il évolue aux Pays-Bas, en Écosse, en Bulgarie, et au Maroc.
Il joue 10 matchs en première division écossaise, trois matchs en première division bulgare, et 25 matchs en première division néerlandaise.

#### Départ au Maroc
Le 11 octobre, le Raja, alors en tête du classement, reçoit l'ancienne équipe d'Ilias, les FAR de Rabat lors de l'ultime journée, et a besoin d'une victoire pour remporter le championnat. Les visiteurs ouvrent le score à quelques minutes de la fin du premier carton, avant que Abdelilah Hafidi n'inscrive un doublé pour sacrer le Raja comme champion du Maroc. Les performances d'Ilias est vivement acclamé par le public, car à la suite des blessures de Abderrahim Achchakir et de Sanad Al Warfali, il est aligné subitement malgré plusieurs mois d'inactivité en défense lors des deux dernières journées, où les Verts s'imposeront grâce en partie, à la solidité défensive du Maroco-Néerlandais.
Le 21 avril 2021 au Benjamin Mkapa Stadium, à l'occasion de la 5e journée de la phase de poules de la Coupe de la confédération contre le Namungo FC, Ilias Haddad ouvre le score et marque son premier but avec le Raja après 57 matchs disputés (victoire 0-3).
Le 5 mai 2021, il est éliminé en quarts de finale de la Coupe du Maroc après une défaite contre les FAR de Rabat dans les séances de penaltys (match nul, 1-1 ; penaltys : défaite, 5-3).
Le 10 juillet 2021, le Raja CA s'impose en finale de la Coupe de la confédération face aux algériens de la JS Kabylie et d'adjuge son troisième titre de la compétition (victoire, 2-1).

### Carrière internationale
En 2007, il reçoit deux sélections avec les Pays-Bas -18 ans 
En 2008,il reçoit 5 sélections avec les Pays-bas  -19 ans

## Palmarès
Raja Club Athletic (5)
- Championnat du Maroc
  - Champion en 2019-20.
  - Vice-champion en 2018-19, 2020-21 et 2021-22.
- Coupe de la confédération :
  - Vainqueur en 2018 et 2021
- Supercoupe d'Afrique : 
  - Vainqueur en 2019 .
- Coupe arabe des clubs champions :
  - Vainqueur en 2021